# CFBDSIR 2149-0403

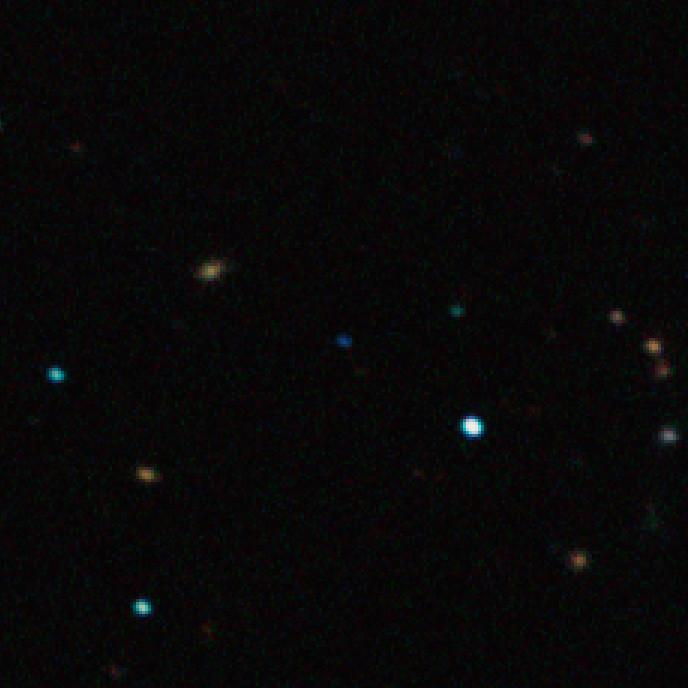
El punto azul en el centro de la imagen corresponde a CFBDSIR 2149-0403.

CFBDSIR 2149-0403 (de nombre completo CFBDSIR J214947.2-040308.9) es un probable planeta errante, que con un 87% de probabilidad forma parte de la asociación estelar AB Doradus como indican su posición y movimiento propio. Se encuentra situado a 130 años luz de la Tierra y su edad se estima entre 50 y 120 millones de años.

## Descubrimiento
CFBDSIR 2149-0403 fue descubierto en noviembre de 2012 con el telescopio CFHT (Canada France Hawaii Telescope), y sus propiedades fueron estudiadas con más detalle gracias al telescopio VLT (Very Large Telescope) del Observatorio Austral Europeo (ESO), dentro del proyecto Canada-France Brown Dwarfs Survey, un catálogo celeste en el infrarrojo cercano. Fue confirmado con datos de WISE.

## Distancia
En noviembre de 2012, este planeta errante fue descrito como el más firme candidato de los de su clase y el más cercano que jamás se haya visto. Si el objeto pertenece al grupo estelar en movimiento AB Doradus, estaría situado a una distancia estimada de 40 ± 4 parsecs (130 ± 13 años luz) de la Tierra; aunque el rango de estimaciones posibles varía desde 25 a 50 parsecs.